# أرثر غريلي
آرثر وايت غريلي (بالإنجليزية: Arthur White Greeley)‏ (1875 - 15 مارس 1904) فيزيولوجي أمريكي. ولد غريلي في أوسويغو (نيويورك)، كان الأكبر من بين اثنين من أبناء فرانك نورتون غريلي، رجل الدين، وآنا تشيني غريلي. شقيقه ويليام. تخرج من جامعة ستانفورد في عام 1898، وقضى سنة واحدة كطالب دراسات عليا في علم الحيوان، حيث ذهب إلى ألاسكا مع حملة ختم الفراء والبرازيل مع حملة بانر-أغاسيز، حيث جعل معظم المجموعات البيولوجية هناك. في العام التالي كان مدربا في مدرسة سان دييغو العادية (الآن جامعة ولاية سان دييغو)، وترك هناك للدخول في جامعة شيكاغو زميل في علم وظائف الأعضاء. بعد عامين، حصل على الدكتوراه في الفلسفة تحت جاك لوب وقد طرح مقالاً حول عمل درجات الحرارة المنخفضة على الكائنات الحية الدقيقة، ثم عين أستاذا مساعدا لعلم الحيوان في جامعة واشنطن في سانت لويس بولاية ميسوري. كان عضوا في هيئة التدريس في علم وظائف الأعضاء في المختبر البيولوجي البحري في وودز هول، ماساتشوستس. توفي في سانت لويس، بعد عملية التهاب الزائدة الدودية، في 15 مارس 1904، في سن الثامنة والعشرين.
وصف غريلي عدة أنواع من إسقلبينينات، بما في ذلك سقولبين سادليباك، سقولبينات وردية، سقولبينات رقيقة والسكولبين الأصلع.

## وصلات خارجية
أعمال أو نبذة عن أرثر غريلي على أرشيف الإنترنت